# Sudanesische Union
Die Sudanesische Union (auch Sudanesische Union – Afrikanische Demokratische Sammlung, Kürzel US-RDA, französisch Union Soudanaise oder Union Soudanaise – Rassemblement Démocratique Africain) ist eine malische politische Partei.

## Geschichte
Die Partei wurde im Jahre 1945 von Mamdou Konaté und Modibo Keita unter dem Namen Sudanesischer Block (Bloc Soudanais) gegründet. Im folgenden Jahr arbeitete sie mit der Afrikanischen Demokratischen Sammlung (RDA) zusammen, der interterritorialen Koalition von anti-kolonialen panafrikanischen Parteien, welche in Französisch-Westafrika aktiv waren.
Im Jahr 1956 gewann die US-RDA die Wahlen zur Nationalversammlung in Französisch-Sudan. Mit dem Tod Konatés 1958 erhielt Keita die volle Kontrolle über die Partei.
Nach der Unabhängigkeit der Mali-Föderation (bzw. der Sudanesischen Republik) im Jahre 1960 etablierte sich die US-RDA als einzige legale Partei im Land; allerdings wurde die Partei nach dem Putsch durch Moussa Traoré offiziell aufgelöst. In den nächsten zwei Jahrzehnten konnte die US-RDA nur im Untergrund agieren und im Jahr 1990 trat die Partei der anwachsenden Demokratiebewegung gegen Traorés autoritäre Herrschaft bei und wurde Teil der Allianz für Demokratie in Mali (ADEMA).
1992 machte Tiéoulé Konaté einen wenig erfolgreichen Versuch als Präsidentschaftskandidat der US-RDA und unterlag Alpha Oumar Konaré von der ADEMA.
1998 spaltete sich die US-RDA in zwei Fraktionen, die abweichlerischen Mitglieder folgten 2001 Daba Diawara und gründete die Unabhängigkeits-, Demokratie- und Solidaritätspartei (PIDS).
Bei den Parlamentswahlen im Juli 2007 wurde die Partei wieder in die Nationalversammlung Malis gewählt und gewann einen Abgeordnetensitz.
Mamadou Bamou Touré ist der derzeitige Parteipräsident der US-RDA.